# Туктамыш Ижбулатов
Туктамыш Ижбулатов (баш. Туҡтамыш Ишбулатов) — крупный рудопромышленник, старшина Гайнинской волости Осинской дороги, торговец, первый депутат Уложенной комиссии (1767—1769) из башкир.

## Биография
Родился в 1730 году в деревне Барда в семье башкира Ижбулата Камышева. Будучи крупным рудопромышленником, был противником Башкирского восстания 1755—1756 годов. Ижбулатов со своим отрядом разбил повстанческий отряд гайнинских башкир. Получил должность старшины Гайнинской волости Осинской дороги.

Туктамыш Ижбулатов был избран депутатом в Уложенную комиссию 1767—1769 годов, где выступал 5 раз на Большом собрании комиссии. В основном в своих выступлениях, он боролся против монопольной торговли уфимских купцов в Башкортостане, требовал замены мишарских писарей, приставленных к башкирским старшинам и обязанных о всех поступках последних систематически докладывать в провинциальную канцелярию; защищал вотчинные башкирские земли от дальнейшего расхищения феодальным государством, дворянами, купцами и т. д. Им также был составлен наказ башкир Уфимской провинции. Документ свидетельствует: 
Туктамыш Ижбулатов был широко образованным человеком, имел глубокое знание о социально-экономическом и политико-правовом положении башкирского народа, его истории, интересах и требованиях, традициях, быте и нравах. Наказ, написанный на 47 страницах и состоявший из 35 пунктов, защищал интересы башкир-вотчинников, их внутреннее самоуправление, отстаивал право мусульман на свободное вероисповедание.
Принимал участие в Польском походе 1771-1773 годов.
Весной 1774 года во время разгара Крестьянской войны, Туктамыш Ижбулатов оренбургским губернатором И. А. Рейнсдорпом был направлен для подавления восстания на территории Осинской дороги, однако его отряд фактически бездействовал. В июне 1774 года, совместно с муллой Адигутом Тимясевым посылает письмо Е. И. Пугачеву с признанием его царем Петром III, за что Ижбулатов был пожалован в полковники.
После 1777 года судьба Туктамыша Ижбулатова неизвестна.